# نادية بن يوسف
نادية بن يوسف فنانة جزائرية من مواليد القصبة، ولاية الجزائر، اشتهرت بغناء عدة طبوع منها الطابع العاصمي والحوزي الجزائري والطابع أندلسي. فازت بن يوسف بطبعة 1975 لبرنامج ألحان وشباب.

## الأعمال الفنية

### الأغاني
- عمرت داري.
- 1975: يالميمة، كلمات وتلحين رابح درياسة.[3]
- 1997: صحاب اللسان.
- 2000: يا الخاتم، كلمات وتلحين الطاهر بن أحمد.
- 2013: تفكرت البهجة.